# Paul Gonsalves
Paul Gonsalves (ur. 12 lipca 1920 w Brockton, zm. 15 maja 1974 w Londynie) – amerykański saksofonista jazzowy. Słynny z wykonania na festiwalu jazzowym w Newport w 1956 niespotykanie długiego, 27-chorusowego sola łączącego utwory Diminuendo in Blue i Crescendo in Blue, dzięki któremu big-band Duke’a Ellingtona odzyskał popularność.

## Życiorys
Był synem imigrantów z Zielonego Przylądka (Cabo Verde), którzy osiedli w Pawtucket w stanie Rhode Island, będącym skupiskiem diaspory kabowerdyjskiej. Ojciec nauczył go i pozostałych synów gry na gitarze. Wspólnie utworzyli grupę grającą repertuar inspirowany muzyką z Wysp Zielonego Przylądka. Będąc nastolatkiem pojechał ze starszym bratem do niedalekiego Providence na koncert orkiestry Jimmiego Lunceforda. Zafascynowany grą saksofonisty altowego Williego Smitha (grał z nim później w big-bandzie Ellingtona), po powrocie do domu zamęczał rodziców prośbami o kupno saksofonu. W końcu ojciec kupił mu za pięćdziesiąt dziewięć dolarów używany instrument typu C melody. Musiał go jednak spłacać, oddając ojcu jednego dolara tygodniowo.
Później studiował w The Boston Conservatory. Po trzech latach jego nauczyciel instrumentu oznajmił mu, iż jest tak utalentowany, że więcej go niczego nie nauczy, więc może ruszać na podbój świata. Mimo że mógł otrzymać stypendium w
The Rhode Island School of Design, zdecydował się podjąć karierę muzyka.
Pierwsze doświadczenia bigbandowe zbierał w orkiestrach tanecznych z New Bedford, prowadzonych przez Phila Edmunda, Duke’a Olivera i Henry’ego McCoya. Grał na saksofonie tenorowyn. Karierę przerwała mu II wojna światowa, podczas której służył w Korpusie Kwatermistrzowskim U.S. Army w Indiach i Birmie. Stacjonując w Kalkucie, grał w orkiestrze pianisty Teddy’ego Weatherforda, której koncerty były transmitowane przez radio w ramach American Forces Network dla żołnierzy amerykańskich rozmieszczonych za granicą. Służbę w wojsku zakończył w stopniu TEC5 czyli kaprala technicznego.
Po powrocie do kraju rozpoczął pracę w Bostonie w swingowej orkiestrze pianisty Sabby’ego Lewisa. Jego oryginalna gra, na którą miały wpływ instrumentalne dokonania Colemana Hawkinsa i Bena Webstera, zwróciła uwagę Counta Basiego, który w 1946 zatrudnił go w swoim big-bandzie, przyjmując na miejsce Illinois Jacqueta. Kiedy spadająca popularność dużych orkiestr swingowych zmusiła Basiego do zmniejszenia składu zespołu, w 1949 został zwolniony. Jeszcze w tym samym roku zaangażował go do swojego big-bandu trębacz bebopowy Dizzy Gillespie. Szybko odnalazł się w stylistycznie nowym środowisku i został czołowym solistą sekcji saksofonów. Mimo nowoczesnego i modnego charakteru, wobec kłopotów finansowych w 1950 została rozwiązana również orkiestra Gillespiego.
Jesienią ww. roku w Nowym Jorku, gdy – jak sam powiedział, „miał ostatnie siedem dolarów w kieszeni” – natknął się po drodze do klubu Birdland na Duke’a Ellingtona. Znając jego dokonania, słynny bandlider zaprosił go do swojego biura i kilka dni później został przyjęty do orkiestry. Pozostał w niej do końca życia. Jedynie w 1954 przez trzy tygodnie grał w zespole puzonisty Tommy’ego Dorseya. W 1956 na Newport Jazz Festival w przerwie między utworami Diminuendo in Blue i Crescendo in Blue, kiedy publiczność zaczęła opuszczać swoje miejsca, Ellington i przyjaciele namówili go, żeby zagrał długie solo, co niejednokrotnie robił. Słysząc ekscytującą, wirtuozerską grę, z każdą chwilą podnoszącą emocje na widowni, publiczność zaczęła wracać, żeby w krótkim czasie rozpocząć fiestę nieomal zakończoną zamieszkami. Dobrze upubliczniony przez media – składający się z dwudziestu siedmiu chorusów – popis Gonsalvesa spowodował powrót Ellingtona do czołówki show biznesu. Natomiast sam muzyk zyskał dozgonną wdzięczność wielkiego Duke’a. Już wcześniej Ellington nazywał go „Chodzącymi skrzypcami” („Strolling Violins”), gdyż nierzadko saksofonista grał swoje partie solowe, przechadzając się wśród publiczności.
Prawdopodobnie od końca wojny, kiedy wśród muzyków jazzowych zapanowała moda na narkotyki, on również zaczął je brać. Ponadto przez większość życia był uzależniony od alkoholu. Do śmierci nie wyzwolił się z nałogów, które źle wpływały zarówno na jego formę muzyczną, jak stan zdrowia.
Zmarł w Londynie podczas podróży powrotnej do Nowego Jorku po występach w Holandii – dziesięć dni przed śmiercią Duke’a Ellingtona. Mercer Ellington odmówił powiadomienia ojca o zgonie jego saksofonisty, obawiając się, że ta wiadomość jeszcze pogorszy zły stan odchodzącego „Księcia Jazzu”. Przyczyną śmierci Gonsalvesa był zawał serca. Miał 53 lata. Został pochowany na Long Island National Cemetery w East Farmingdale w stanie Nowy Jork.

## Wybrana dyskografia

### Jako lider lub współlider
- 1957 Cookin’ (Argo)
- 1958
  - Dizzy Gillespie–Stan Getz–Coleman Hawkins–Paul Gonsalves – Sittin’ In (Columbia)
  - Diminuendo, Crescendo and Blues (RCA Victor)
- 1960 Ellingtonia Moods and Blues (RCA Victor)
- 1961
  - Gettin’ Together (Jazzland)
  - Harold Ashby–Paul Gonsalves – Tenor Stuff (Columbia)
- 1963
  - Tell It the Way It Is! (Impulse!)
  - Cleopatra Feelin’ Jazzy (Impulse!)
- 1964
  - Salt and Pepper – Sonny Stitt and Paul Gonsalves (Impulse!)
  - Boom-Jackie-Boom-Chick (Vocalion)
- 1965 Just Friends – Paul Gonsalves and Tubby Hayes (EMI)
- 1967 Tubby Hayes and Paul Gonsalves – Change of Setting (World Record Club)
- 1967 Jazz Till Midnight (Storyville Records)
- 1968 Love Calls – Eddie „Lockjaw” Davis with Paul Gonsalves (RCA)
- 1969 Enrique Villegas–Paul Gonsalves–Willie Cook – Encuentro (Fresh Sound)
- 1970
  - Paul Gonsalves–François Guin avec les Swingers et les Four Bones (Riviera)
  - Humming Bird (Deram Records)
  - Paul Gonsalves and His All Stars (Riviera)
- 1973 Paul Gonsalves–Ray Nance – Just a-Sittin’ and a-Rockin’ (Black Lion Records)
- 1974 Paul Gonsalves Meets Earl Hines (Black Lion)
- 1977 Paul Gonsalvez–Paul Quinichette–Orchestre G. „Dave” Pochonet (Communication)
- 1978 Rare Paul Gonsalves Sextet in Europe (Jazz Connoisseur)
- 1986 Paul Gonsalves–Roy Eldridge – Mexican Bandit Meets Pittsburgh Pirate (Fantasy)

### Jakosideman
Z Eddiem „Lockjawem” Davisem
- 1968 Love Calls (RCA Victor)

Z Dukem Ellingtonem
- 1956 Ellington at Newport (Columbia)
- 1959 Ellington – Jazz Party in Stereo (Columbia)
- 1967 Ella and Duke at the Côte d’Azur (Verve)
- 1967 The Far East Suite (RCA Victor)
- 1970 Duke Ellington’s 70th Birthday Concert (Solid State Records) – 2 LP
- 1983 All Star Road Band (Doctor Jazz)
- 1984 Duke Ellington And His Orchestra Featuring Paul Gonsalves (Fantasy Records)
- 1985
  - All Star Road Band, Volume 2 (Doctor Jazz)
  - Harlem (Pablo)
- 1991 Hot Summer Dance (Red Baron)
- 2011
  - Duke Ellington And His Orchestra – At The Crystal Gardens 1952 (Hep Records)
  - Duke Ellington Orchestra* – Liederhalle Stuttgart March 6, 1967 (Jazzhaus)
- 2016 Duke Ellington & His Orchestra* – Live at the Opernhaus, Cologne 1969 (Jazzline)

Z Johnnym Hodgesem
- 1956 Ellingtonia ’56 (Norgran)
- 1957 The Big Sound (Verve)
- 1967 Triple Play (RCA Victor)

Z Johnem Lewisem
- 1961 The Wonderful World of Jazz (Atlantic)

Z Billym Taylorem
- 1959 Taylor Made Jazz (Argo)

Z Clarkiem Terrym
- 1957 Duke with a Difference (Riverside)

Z Jimmym Woode'em
- 1958 The Colorful Strings of Jimmy Woode (Argo)

Zestawienie wg dat wydania płyt